# Tongasat
A Tongasat é o agente licenciado do Reino de Tonga, que é responsável pela formulação e coordenação de registros de satélite de Tonga à União Internacional de Telecomunicações e, também gerencia os pedidos de licenciamento de satélite para operadores de satélite internacionais para o seu uso comercial.

## Satélites
| Satélite    | Fabricante | Data do lançamento    | Veículo de lançamento | Estado  | Nota |
| ----------- | ---------- | --------------------- | --------------------- | ------- | --- |
| Tongastar 1 | NPO PM     | 26 de janeiro de 1989 | Proton-K/Blok-DM-2    | Inativo | Antigo satélite Gorizont 17 que foi movido para uma localização orbital de propriedade de Tonga e passou a ser operado pela Rimsat e foi renomeado para Tongastar 1 |
| Esiafi 1    | Hughes     | 22 de junho de 1976   | Atlas-Centaur         | Ativo   | Também conhecido por Comstar 4 e Parallax 1 |